# Aristides Rocha

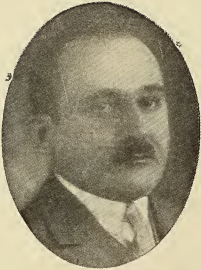
Aristides Rocha.

Aristides Rocha (Piracuruca, 9 de agosto de 1882 — Manaus, 12 de setembro de 1950) foi um advogado, jornalista, político e professor brasileiro. Foi senador da República de 1924 a 1930, representando o estado do Amazonas.

## Biografia
Filho do coronel José Narciso da Rocha e de Maria Emilia de Rezende, estudou o ensino primário em colégio particular no Piauí (1891/1895) e o ensino secundário no Ginásio Amazonense (1896/1899), em Manaus.  Em 1903, matriculou-se na Faculdade de Direito do Recife, onde se formou em 1907. Exerceu a advocacia em Manaus e foi professor de teoria e prática do processo na Faculdade de Direito do Amazonas.
No campo do jornalismo, foi redator chefe de O Tempo e colaborou com Estado do Amazonas.
Rocha iniciou sua carreira política no Amazonas como deputado estadual (1912/1914, 1915/1917 e 1918/1920),  exercendo na Assembleia Legislativa o posto de líder da maioria pelo Partido Republicano Amazonense. Como deputado estadual, foi autor do projeto que elevou o termo judicial de Porto Velho (na época Município do estado do Amazonas) à categoria de comarca, em 1917. 
Eleito deputado federal em 1920 (10/05/1921 a 31/12/1923),  integrou a Comissão de Constituição e Justiça da Câmara dos Deputados e foi leader da bancada amazonense. Por sua inciativa, em 1921, foi retomado o projeto compensador em relação ao litígio entre a União e o estado do Amazonas pelo território do Acre, autorizando-se a União a entrar em acordo com o Amazonas para a abertura de um crédito em favor do estado e que resultou, em 1926, na desistência da ação reivindicatória. 
Foi eleito senador da República em 1924 (20/04/1924). No Senado, apresentou justificativa, no dia 20 de setembro de 1924, ao projeto de intervenção federal no Amazonas.
Aristides Rocha fez parte, no Senado, da Comissão de Justiça e Legislação e da Comissão Especial do Código Comercial, sendo autor do parecer que trata do Direito Marítimo. Foi um membro da Comissão dos 21 que estudou as emendas à Constituição de 1891, adotadas em 1926.  Nomeado desembargador da Corte de Apelação do Distrito Federal em 1926 e designado para servir na Corte de Agravos, recusou a sua nomeação,  por não querer renunciar ao seu mandato no Senado Federal.Designado relator do projeto de lei que concedia o voto feminino, em 1927, manifestou-se favoravelmente a essa medida.  Teve o mandato interrompido pela Revolução de 1930. 
Depois de um período em que foi obrigado a sair do Brasil, após a Revolução de 1930, voltou ao Amazonas em 1934 e foi eleito para a Assembleia Constituinte do Estado em 1935. Exercendo a advocacia em Manaus, foi o diretor brasileiro da empresa Manaus Tramways and Light Company Limited  e presidente da seção da Ordem dos Advogados do Amazonas no período de 1947 a 1950. 
Teve atuação destacada na Faculdade de Direito do Amazonas, sendo professor, além de diretor no período de 1937 a 1942, e de 1949 a 1950. Lutou por sua federalização, o que aconteceu em 1949, sendo ele, como o primeiro diretor da faculdade federalizada, o responsável por colocar a instituição em funcionamento dentro da nova estrutura jurídico-administrativa. Faleceu em 12 de setembro de 1950. 
Aristides Rocha foi casado com sua prima Pergentina de Rezende Rocha, filha de seu tio materno Simplício Rezende. Teve os filhos: Alberto, Augusto, Álvaro e Ariosto de Rezende Rocha . Aristides era irmão de José Narciso da Rocha Filho, comerciante, deputado estadual pelo Piauí e prefeito de Parnaíba, um dos homens mais ricos do Piauí e tio materno do médico e governador do estado do Piauí José da Rocha Furtado. 
Recebeu as seguintes homenagens: Benfeitor do Colégio D. Bosco de Manaus, Sócio benemérito da Santa Casa de Misericórdia e da Beneficência Portuguesa de Manaus. Membro benfeitor da Cruz Vermelha Brasileira. Foi sócio honorário do Botafogo Football Club do Rio de Janeiro, Sócio e Vice-Presidente da diretoria do Ideal Clube de Manaus, Presidente do Aeroclube do Amazonas em 1939 e membro das Associações Amazonense e Brasileira de Imprensa. 
Publicou durante sua vida os seguintes trabalhos jurídicos: Política e Direito (Manaus, 1943); Danos sem Culpa (oficinas da Papel Velho Lino, 1934); Embargos Suspensivos de Execução(1915); Danos Morais (1913); Excussão de Penhor (1913) e Ação Decendial (1909). 